# Wedding Album
Albums de John Lennon & Yoko Ono
Unfinished Music No.2: Life with the Lions
(1969) Live Peace in Toronto 1969
(1969)
Wedding Album est un album de John Lennon et Yoko Ono, sorti en 1969.

## Réédition
La réédition de 1997 contient trois morceaux bonus. Who Has Seen The Wind, une ballade enregistrée avec le Plastic Ono Band figurait en face B d‘Instant Karma!. Listen The Snow Is Falling, face B de Happy Xmas (War Is Over) a été enregistrée durant les séances de Imagine. Don't Worry Kyoko (en) figurait en face B de Cold Turkey.

## Titres
| 1. | John & Yoko | 22:41 |

| 2. | Amsterdam | 24:54 |

| 3. | Who Has Seen the Wind?                                            | 2:03 |
| 4. | Listen, The Snow is Falling                                       | 3:22 |
| 5. | Don't Worry Kyoko (Mummy's Only Looking for Her Hand in the Snow) | 2:14 |